# Preppy
Preppy of prep is een subcultuur die ontstaan is aan de oude privéscholen in het noordoosten van de Verenigde Staten die scholieren voorbereiden op de universiteit, zogenaamde university preparatory schools.
De termen verwijzen nu in eerste plaats naar een sportieve kledingstijl die geassocieerd wordt met de kleding van deze scholieren. De stijl groeide voort uit de Ivy League-stijl die in de jaren 1950 populair was aan Amerikaanse universiteiten. Op het einde van de jaren 70 en tijdens de jaren 80 brak preppy door als een amalgaam van de Ivy League-stijl en elementen uit de cultuur van de hogere klassen in New England en het Verenigd Koninkrijk, zoals polo, golf, tennis en zeilen. Modemerken als Lacoste, Polo by Ralph Lauren en Tommy Hilfiger speelden hier in de jaren 80 sterk op in.
Typische elementen van de preppy-kledingstijl zijn:
- polo's
- sweaters met argylepatroon
- chino's
- kaki's
- overhemden in Oxford-stof
- foulards
- bootschoenen
- loafers

Vergelijkbare stijlen zijn bon chic bon genre in Frankrijk en Sloane Ranger in het Verenigd Koninkrijk.